# Boucles de la Mayenne 2023
La 48e édition des Boucles de la Mayenne a lieu du 25 au 28 mai 2023. La course fait partie du calendrier UCI ProSeries 2023 en catégorie 2.Pro.
Le Crédit Mutuel est partenaire pour cette édition.

## Équipes participantes
Vingt-et-une équipes participent à la course : six UCI WorldTeams, onze équipes continentales professionnelles et quatre équipes continentales :
| WorldTeams (6)- AG2R Citroën Team - Cofidis - Groupama-FDJ - Movistar Team - Arkéa-Samsic - UAE Team Emirates ProTeams (11)- Bingoal WB - Burgos-BH - Caja Rural-Seguros RGA - Equipo Kern Pharma - Human Powered Health - Lotto Dstny - Q36.5 Pro Cycling Team - Team Flanders-Baloise - TotalEnergies - Tudor Pro Cycling Team - Uno-X Pro Cycling Team Équipes continentales (4)- CIC U Nantes Atlantique - Van Rysel-Roubaix Lille Métropole - Nice Métropole Côte d'Azur - Saint Michel-Mavic-Auber 93 |
| |

## Étapes
| Étape     | Date   | Villes étapes                                | type                        | Distance (km) | Dénivelé (m) | Vainqueur d'étape | Leader du classement général |
| --------- | ------ | -------------------------------------------- | --------------------------- | ------------- | ------------ | ----------------- | ---------------------------- |
| Prologue  | 25 mai | Laval – Laval                                | contre-la-montre individuel | 4,1           | 51 m         | Ivo Oliveira      | Ivo Oliveira                 |
| 1re étape | 26 mai | Saint-Mars-sur-Colmont – Lassay-les-Châteaux | étape vallonnée             | 185,2         | 2 414 m      | Oier Lazkano      | Oier Lazkano                 |
| 2e étape  | 27 mai | Saint-Berthevin – Meslay-du-Maine            | étape de plaine             | 181,3         | 1 165 m      | Arnaud Démare     | Oier Lazkano                 |
| 3e étape  | 28 mai | Montsûrs – Laval                             | étape vallonnée             | 167           | 1 906 m      | Arvid de Kleijn   | Oier Lazkano                 |

## Diffusion
Depuis 2017, l'épreuve est retransmise en direct à la télévision par la chaîne L'Équipe. Cette édition peut également être suivi sur le player Eurosport.

## Déroulement de la course

### Prologue
| \| Classement de l'étape \| Classement de l'étape \| Classement de l'étape \| Classement de l'étape \| Classement de l'étape \| \| Coureur \| Coureur \| Pays \| Équipe \| Temps \| \| --------------------- \| --------------------- \| --------------------- \| ---------------------- \| --------------------- \| \| 1er \| Ivo Oliveira \| Portugal \| UAE Team Emirates \| 5 min 17 s \| \| 2e \| Axel Zingle \| France \| Cofidis \| + 2 s \| \| 3e \| Benoît Cosnefroy \| France \| AG2R Citroën Team \| + 3 s \| \| 4e \| Mathias Norsgaard \| Danemark \| Movistar Team \| + 4 s \| \| 5e \| Maikel Zijlaard \| Pays-Bas \| Tudor Pro Cycling Team \| + 6 s \| \| 6e \| Arnaud Démare \| France \| Groupama-FDJ \| + 6 s \| \| 7e \| Lorenzo Germani \| Italie \| Groupama-FDJ \| + 6 s \| \| 8e \| Tom Bohli \| Suisse \| Tudor Pro Cycling Team \| + 7 s \| \| 9e \| Ewen Costiou \| France \| Arkéa-Samsic \| + 7 s \| \| 10e \| Dries Van Gestel \| Belgique \| TotalEnergies \| + 7 s \| |                   |          |                        |            |
| |                   |          |                        |            |
| Source : ProCyclingStats |                   |          |                        |            |
| Classement de l'étape |                   |          |                        |            |
| Coureur | Coureur           | Pays     | Équipe                 | Temps      |
| 1er | Ivo Oliveira      | Portugal | UAE Team Emirates      | 5 min 17 s |
| 2e | Axel Zingle       | France   | Cofidis                | + 2 s      |
| 3e | Benoît Cosnefroy  | France   | AG2R Citroën Team      | + 3 s      |
| 4e | Mathias Norsgaard | Danemark | Movistar Team          | + 4 s      |
| 5e | Maikel Zijlaard   | Pays-Bas | Tudor Pro Cycling Team | + 6 s      |
| 6e | Arnaud Démare     | France   | Groupama-FDJ           | + 6 s      |
| 7e | Lorenzo Germani   | Italie   | Groupama-FDJ           | + 6 s      |
| 8e | Tom Bohli         | Suisse   | Tudor Pro Cycling Team | + 7 s      |
| 9e | Ewen Costiou      | France   | Arkéa-Samsic           | + 7 s      |
| 10e | Dries Van Gestel  | Belgique | TotalEnergies          | + 7 s      |

| \| Classement général \| Classement général \| Classement général \| Classement général \| Classement général \| \| Coureur \| Coureur \| Pays \| Équipe \| Temps \| \| ------------------ \| ------------------ \| ------------------ \| ---------------------- \| ------------------ \| \| 1er \| Ivo Oliveira \| Portugal \| UAE Team Emirates \| 5 min 17 s \| \| 2e \| Axel Zingle \| France \| Cofidis \| + 2 s \| \| 3e \| Benoît Cosnefroy \| France \| AG2R Citroën Team \| + 3 s \| \| 4e \| Mathias Norsgaard \| Danemark \| Movistar Team \| + 4 s \| \| 5e \| Maikel Zijlaard \| Pays-Bas \| Tudor Pro Cycling Team \| + 6 s \| \| 6e \| Arnaud Démare \| France \| Groupama-FDJ \| + 6 s \| \| 7e \| Lorenzo Germani \| Italie \| Groupama-FDJ \| + 6 s \| \| 8e \| Tom Bohli \| Suisse \| Tudor Pro Cycling Team \| + 7 s \| \| 9e \| Ewen Costiou \| France \| Arkéa-Samsic \| + 7 s \| \| 10e \| Dries Van Gestel \| Belgique \| TotalEnergies \| + 7 s \| |                   |          |                        |            |
| |                   |          |                        |            |
| Source : ProCyclingStats |                   |          |                        |            |
| Classement général |                   |          |                        |            |
| Coureur | Coureur           | Pays     | Équipe                 | Temps      |
| 1er | Ivo Oliveira      | Portugal | UAE Team Emirates      | 5 min 17 s |
| 2e | Axel Zingle       | France   | Cofidis                | + 2 s      |
| 3e | Benoît Cosnefroy  | France   | AG2R Citroën Team      | + 3 s      |
| 4e | Mathias Norsgaard | Danemark | Movistar Team          | + 4 s      |
| 5e | Maikel Zijlaard   | Pays-Bas | Tudor Pro Cycling Team | + 6 s      |
| 6e | Arnaud Démare     | France   | Groupama-FDJ           | + 6 s      |
| 7e | Lorenzo Germani   | Italie   | Groupama-FDJ           | + 6 s      |
| 8e | Tom Bohli         | Suisse   | Tudor Pro Cycling Team | + 7 s      |
| 9e | Ewen Costiou      | France   | Arkéa-Samsic           | + 7 s      |
| 10e | Dries Van Gestel  | Belgique | TotalEnergies          | + 7 s      |

### 1reétape
| \| Classement de l'étape \| Classement de l'étape \| Classement de l'étape \| Classement de l'étape \| Classement de l'étape \| \| Coureur \| Coureur \| Pays \| Équipe \| Temps \| \| --------------------- \| --------------------- \| --------------------- \| --------------------------------- \| --------------------- \| \| 1er \| Oier Lazkano \| Espagne \| Movistar Team \| 4 h 33 min 37 s \| \| 2e \| Célestin Guillon \| France \| Van Rysel-Roubaix Lille Métropole \| + 31 s \| \| 3e \| Jacob Hindsgaul \| Danemark \| Uno-X Pro Cycling Team \| + 32 s \| \| 4e \| Arnaud Démare \| France \| Groupama-FDJ \| + 41 s \| \| 5e \| Sandy Dujardin \| France \| TotalEnergies \| + 41 s \| \| 6e \| Axel Zingle \| France \| Cofidis \| + 41 s \| \| 7e \| Milan Menten \| Belgique \| Lotto Dstny \| + 41 s \| \| 8e \| Clément Venturini \| France \| AG2R Citroën Team \| + 41 s \| \| 9e \| Jon Barrenetxea \| Espagne \| Caja Rural-Seguros RGA \| + 41 s \| \| 10e \| Manuel Peñalver \| Espagne \| Burgos-BH \| + 41 s \| |                   |          |                                   |                 |
| |                   |          |                                   |                 |
| Source : ProCyclingStats |                   |          |                                   |                 |
| Classement de l'étape |                   |          |                                   |                 |
| Coureur | Coureur           | Pays     | Équipe                            | Temps           |
| 1er | Oier Lazkano      | Espagne  | Movistar Team                     | 4 h 33 min 37 s |
| 2e | Célestin Guillon  | France   | Van Rysel-Roubaix Lille Métropole | + 31 s          |
| 3e | Jacob Hindsgaul   | Danemark | Uno-X Pro Cycling Team            | + 32 s          |
| 4e | Arnaud Démare     | France   | Groupama-FDJ                      | + 41 s          |
| 5e | Sandy Dujardin    | France   | TotalEnergies                     | + 41 s          |
| 6e | Axel Zingle       | France   | Cofidis                           | + 41 s          |
| 7e | Milan Menten      | Belgique | Lotto Dstny                       | + 41 s          |
| 8e | Clément Venturini | France   | AG2R Citroën Team                 | + 41 s          |
| 9e | Jon Barrenetxea   | Espagne  | Caja Rural-Seguros RGA            | + 41 s          |
| 10e | Manuel Peñalver   | Espagne  | Burgos-BH                         | + 41 s          |

| \| Classement général \| Classement général \| Classement général \| Classement général \| Classement général \| \| Coureur \| Coureur \| Pays \| Équipe \| Temps \| \| ------------------ \| ------------------ \| ------------------ \| --------------------------------- \| ------------------ \| \| 1er \| Oier Lazkano \| Espagne \| Movistar Team \| 4 h 34 min 23 s \| \| 2e \| Ivo Oliveira \| Portugal \| UAE Team Emirates \| + 42 s \| \| 3e \| Jacob Hindsgaul \| Danemark \| Uno-X Pro Cycling Team \| + 44 s \| \| 4e \| Axel Zingle \| France \| Cofidis \| + 44 s \| \| 5e \| Benoît Cosnefroy \| France \| AG2R Citroën Team \| + 45 s \| \| 6e \| Célestin Guillon \| France \| Van Rysel-Roubaix Lille Métropole \| + 48 s \| \| 7e \| Arnaud Démare \| France \| Groupama-FDJ \| + 48 s \| \| 8e \| Ewen Costiou \| France \| Arkéa-Samsic \| + 49 s \| \| 9e \| Dries Van Gestel \| Belgique \| TotalEnergies \| + 49 s \| \| 10e \| Sandy Dujardin \| France \| TotalEnergies \| + 50 s \| |                  |          |                                   |                 |
| |                  |          |                                   |                 |
| Source : ProCyclingStats |                  |          |                                   |                 |
| Classement général |                  |          |                                   |                 |
| Coureur | Coureur          | Pays     | Équipe                            | Temps           |
| 1er | Oier Lazkano     | Espagne  | Movistar Team                     | 4 h 34 min 23 s |
| 2e | Ivo Oliveira     | Portugal | UAE Team Emirates                 | + 42 s          |
| 3e | Jacob Hindsgaul  | Danemark | Uno-X Pro Cycling Team            | + 44 s          |
| 4e | Axel Zingle      | France   | Cofidis                           | + 44 s          |
| 5e | Benoît Cosnefroy | France   | AG2R Citroën Team                 | + 45 s          |
| 6e | Célestin Guillon | France   | Van Rysel-Roubaix Lille Métropole | + 48 s          |
| 7e | Arnaud Démare    | France   | Groupama-FDJ                      | + 48 s          |
| 8e | Ewen Costiou     | France   | Arkéa-Samsic                      | + 49 s          |
| 9e | Dries Van Gestel | Belgique | TotalEnergies                     | + 49 s          |
| 10e | Sandy Dujardin   | France   | TotalEnergies                     | + 50 s          |

### 2eétape
| \| Classement de l'étape \| Classement de l'étape \| Classement de l'étape \| Classement de l'étape \| Classement de l'étape \| \| Coureur \| Coureur \| Pays \| Équipe \| Temps \| \| --------------------- \| --------------------- \| --------------------- \| ---------------------- \| --------------------- \| \| 1er \| Arnaud Démare \| France \| Groupama-FDJ \| 4 h 05 min 42 s \| \| 2e \| Milan Menten \| Belgique \| Lotto Dstny \| + 0 s \| \| 3e \| Arvid de Kleijn \| Pays-Bas \| Tudor Pro Cycling Team \| + 0 s \| \| 4e \| Tord Gudmestad \| Norvège \| Uno-X Pro Cycling Team \| + 0 s \| \| 5e \| Matteo Malucelli \| Italie \| Bingoal WB \| + 0 s \| \| 6e \| Jason Tesson \| France \| TotalEnergies \| + 0 s \| \| 7e \| Axel Zingle \| France \| Cofidis \| + 0 s \| \| 8e \| Dries Van Gestel \| Belgique \| TotalEnergies \| + 0 s \| \| 9e \| Manuel Peñalver \| Espagne \| Burgos-BH \| + 0 s \| \| 10e \| Clément Venturini \| France \| AG2R Citroën Team \| + 0 s \| |                   |          |                        |                 |
| |                   |          |                        |                 |
| Source : ProCyclingStats |                   |          |                        |                 |
| Classement de l'étape |                   |          |                        |                 |
| Coureur | Coureur           | Pays     | Équipe                 | Temps           |
| 1er | Arnaud Démare     | France   | Groupama-FDJ           | 4 h 05 min 42 s |
| 2e | Milan Menten      | Belgique | Lotto Dstny            | + 0 s           |
| 3e | Arvid de Kleijn   | Pays-Bas | Tudor Pro Cycling Team | + 0 s           |
| 4e | Tord Gudmestad    | Norvège  | Uno-X Pro Cycling Team | + 0 s           |
| 5e | Matteo Malucelli  | Italie   | Bingoal WB             | + 0 s           |
| 6e | Jason Tesson      | France   | TotalEnergies          | + 0 s           |
| 7e | Axel Zingle       | France   | Cofidis                | + 0 s           |
| 8e | Dries Van Gestel  | Belgique | TotalEnergies          | + 0 s           |
| 9e | Manuel Peñalver   | Espagne  | Burgos-BH              | + 0 s           |
| 10e | Clément Venturini | France   | AG2R Citroën Team      | + 0 s           |

| \| Classement général \| Classement général \| Classement général \| Classement général \| Classement général \| \| Coureur \| Coureur \| Pays \| Équipe \| Temps \| \| ------------------ \| ------------------ \| ------------------ \| --------------------------------- \| ------------------ \| \| 1er \| Oier Lazkano \| Espagne \| Movistar Team \| 8 h 40 min 05 s \| \| 2e \| Arnaud Démare \| France \| Groupama-FDJ \| + 38 s \| \| 3e \| Ivo Oliveira \| Portugal \| UAE Team Emirates \| + 40 s \| \| 4e \| Axel Zingle \| France \| Cofidis \| + 41 s \| \| 5e \| Milan Menten \| Belgique \| Lotto Dstny \| + 43 s \| \| 6e \| Jacob Hindsgaul \| Danemark \| Uno-X Pro Cycling Team \| + 43 s \| \| 7e \| Sandy Dujardin \| France \| TotalEnergies \| + 45 s \| \| 8e \| Benoît Cosnefroy \| France \| AG2R Citroën Team \| + 45 s \| \| 9e \| Célestin Guillon \| France \| Van Rysel-Roubaix Lille Métropole \| + 48 s \| \| 10e \| Ewen Costiou \| France \| Arkéa-Samsic \| + 49 s \| |                  |          |                                   |                 |
| |                  |          |                                   |                 |
| Source : ProCyclingStats |                  |          |                                   |                 |
| Classement général |                  |          |                                   |                 |
| Coureur | Coureur          | Pays     | Équipe                            | Temps           |
| 1er | Oier Lazkano     | Espagne  | Movistar Team                     | 8 h 40 min 05 s |
| 2e | Arnaud Démare    | France   | Groupama-FDJ                      | + 38 s          |
| 3e | Ivo Oliveira     | Portugal | UAE Team Emirates                 | + 40 s          |
| 4e | Axel Zingle      | France   | Cofidis                           | + 41 s          |
| 5e | Milan Menten     | Belgique | Lotto Dstny                       | + 43 s          |
| 6e | Jacob Hindsgaul  | Danemark | Uno-X Pro Cycling Team            | + 43 s          |
| 7e | Sandy Dujardin   | France   | TotalEnergies                     | + 45 s          |
| 8e | Benoît Cosnefroy | France   | AG2R Citroën Team                 | + 45 s          |
| 9e | Célestin Guillon | France   | Van Rysel-Roubaix Lille Métropole | + 48 s          |
| 10e | Ewen Costiou     | France   | Arkéa-Samsic                      | + 49 s          |

### 3eétape
| \| Classement de l'étape \| Classement de l'étape \| Classement de l'étape \| Classement de l'étape \| Classement de l'étape \| \| Coureur \| Coureur \| Pays \| Équipe \| Temps \| \| --------------------- \| --------------------- \| --------------------- \| ---------------------- \| --------------------- \| \| 1er \| Arvid de Kleijn \| Pays-Bas \| Tudor Pro Cycling Team \| 3 h 55 min 22 s \| \| 2e \| Arnaud Démare \| France \| Groupama-FDJ \| + 0 s \| \| 3e \| Axel Zingle \| France \| Cofidis \| + 0 s \| \| 4e \| Stian Fredheim \| Norvège \| Uno-X Pro Cycling Team \| + 0 s \| \| 5e \| Milan Menten \| Belgique \| Lotto Dstny \| + 0 s \| \| 6e \| Gonzalo Serrano \| Espagne \| Movistar Team \| + 0 s \| \| 7e \| Nicolò Parisini \| Italie \| Q36.5 Pro Cycling Team \| + 0 s \| \| 8e \| Manuel Peñalver \| Espagne \| Burgos-BH \| + 0 s \| \| 9e \| Pierre Gautherat \| France \| AG2R Citroën Team \| + 0 s \| \| 10e \| Matteo Malucelli \| Italie \| Bingoal WB \| + 0 s \| |                  |          |                        |                 |
| |                  |          |                        |                 |
| Source : ProCyclingStats |                  |          |                        |                 |
| Classement de l'étape |                  |          |                        |                 |
| Coureur | Coureur          | Pays     | Équipe                 | Temps           |
| 1er | Arvid de Kleijn  | Pays-Bas | Tudor Pro Cycling Team | 3 h 55 min 22 s |
| 2e | Arnaud Démare    | France   | Groupama-FDJ           | + 0 s           |
| 3e | Axel Zingle      | France   | Cofidis                | + 0 s           |
| 4e | Stian Fredheim   | Norvège  | Uno-X Pro Cycling Team | + 0 s           |
| 5e | Milan Menten     | Belgique | Lotto Dstny            | + 0 s           |
| 6e | Gonzalo Serrano  | Espagne  | Movistar Team          | + 0 s           |
| 7e | Nicolò Parisini  | Italie   | Q36.5 Pro Cycling Team | + 0 s           |
| 8e | Manuel Peñalver  | Espagne  | Burgos-BH              | + 0 s           |
| 9e | Pierre Gautherat | France   | AG2R Citroën Team      | + 0 s           |
| 10e | Matteo Malucelli | Italie   | Bingoal WB             | + 0 s           |

## Classements finals

### Classement général final
| \| Classement général \| Classement général \| Classement général \| Classement général \| Classement général \| \| Coureur \| Coureur \| Pays \| Équipe \| Temps \| \| ------------------ \| ------------------ \| ------------------ \| ---------------------- \| ------------------ \| \| 1er \| Oier Lazkano \| Espagne \| Movistar Team \| 12 h 35 min 30 s \| \| 2e \| Arnaud Démare \| France \| Groupama-FDJ \| + 29 s \| \| 3e \| Axel Zingle \| France \| Cofidis \| + 33 s \| \| 4e \| Ivo Oliveira \| Portugal \| UAE Team Emirates \| + 38 s \| \| 5e \| Milan Menten \| Belgique \| Lotto Dstny \| + 40 s \| \| 6e \| Jacob Hindsgaul \| Danemark \| Uno-X Pro Cycling Team \| + 43 s \| \| 7e \| Sandy Dujardin \| France \| TotalEnergies \| + 45 s \| \| 8e \| Benoît Cosnefroy \| France \| AG2R Citroën Team \| + 45 s \| \| 9e \| Mathias Norsgaard \| Danemark \| Movistar Team \| + 46 s \| \| 10e \| Clément Venturini \| France \| AG2R Citroën Team \| + 47 s \| |                   |          |                        |                  |
| |                   |          |                        |                  |
| Source : ProCyclingStats |                   |          |                        |                  |
| Classement général |                   |          |                        |                  |
| Coureur | Coureur           | Pays     | Équipe                 | Temps            |
| 1er | Oier Lazkano      | Espagne  | Movistar Team          | 12 h 35 min 30 s |
| 2e | Arnaud Démare     | France   | Groupama-FDJ           | + 29 s           |
| 3e | Axel Zingle       | France   | Cofidis                | + 33 s           |
| 4e | Ivo Oliveira      | Portugal | UAE Team Emirates      | + 38 s           |
| 5e | Milan Menten      | Belgique | Lotto Dstny            | + 40 s           |
| 6e | Jacob Hindsgaul   | Danemark | Uno-X Pro Cycling Team | + 43 s           |
| 7e | Sandy Dujardin    | France   | TotalEnergies          | + 45 s           |
| 8e | Benoît Cosnefroy  | France   | AG2R Citroën Team      | + 45 s           |
| 9e | Mathias Norsgaard | Danemark | Movistar Team          | + 46 s           |
| 10e | Clément Venturini | France   | AG2R Citroën Team      | + 47 s           |

### Classements annexes
| Classement par points | Classement par points | Classement par points | Classement par points             | Classement par points |
| Coureur               | Coureur               | Pays                  | Équipe                            | Points                |
| --------------------- | --------------------- | --------------------- | --------------------------------- | --------------------- |
| 1er                   | Arnaud Démare         | France                | Groupama-FDJ                      | 69 pts                |
| 2e                    | Axel Zingle           | France                | Cofidis                           | 62 pts                |
| 3e                    | Milan Menten          | Belgique              | Lotto Dstny                       | 48 pts                |
| 4e                    | Arvid de Kleijn       | Pays-Bas              | Tudor Pro Cycling Team            | 41 pts                |
| 5e                    | Oier Lazkano          | Espagne               | Movistar Team                     | 37 pts                |
| 6e                    | Ivo Oliveira          | Portugal              | UAE Team Emirates                 | 29 pts                |
| 7e                    | Jacob Hindsgaul       | Danemark              | Uno-X Pro Cycling Team            | 28 pts                |
| 8e                    | Sandy Dujardin        | France                | TotalEnergies                     | 27 pts                |
| 9e                    | Célestin Guillon      | France                | Van Rysel-Roubaix Lille Métropole | 24 pts                |
| 10e                   | Manuel Peñalver       | Espagne               | Burgos-BH                         | 21 pts                |

| Classement par points | Classement par points | Classement par points | Classement par points             | Classement par points |
| Coureur               | Coureur               | Pays                  | Équipe                            | Points                |
| --------------------- | --------------------- | --------------------- | --------------------------------- | --------------------- |
| 1er                   | Arnaud Démare         | France                | Groupama-FDJ                      | 69 pts                |
| 2e                    | Axel Zingle           | France                | Cofidis                           | 62 pts                |
| 3e                    | Milan Menten          | Belgique              | Lotto Dstny                       | 48 pts                |
| 4e                    | Arvid de Kleijn       | Pays-Bas              | Tudor Pro Cycling Team            | 41 pts                |
| 5e                    | Oier Lazkano          | Espagne               | Movistar Team                     | 37 pts                |
| 6e                    | Ivo Oliveira          | Portugal              | UAE Team Emirates                 | 29 pts                |
| 7e                    | Jacob Hindsgaul       | Danemark              | Uno-X Pro Cycling Team            | 28 pts                |
| 8e                    | Sandy Dujardin        | France                | TotalEnergies                     | 27 pts                |
| 9e                    | Célestin Guillon      | France                | Van Rysel-Roubaix Lille Métropole | 24 pts                |
| 10e                   | Manuel Peñalver       | Espagne               | Burgos-BH                         | 21 pts                |

| Classement de la montagne | Classement de la montagne | Classement de la montagne | Classement de la montagne         | Classement de la montagne |
| Coureur                   | Coureur                   | Pays                      | Équipe                            | Points                    |
| ------------------------- | ------------------------- | ------------------------- | --------------------------------- | ------------------------- |
| 1er                       | Jacob Hindsgaul           | Danemark                  | Uno-X Pro Cycling Team            | 45 pts                    |
| 2e                        | Marco Tizza               | Italie                    | Bingoal WB                        | 26 pts                    |
| 3e                        | Flavien Maurelet          | France                    | Saint Michel-Mavic-Auber 93       | 16 pts                    |
| 4e                        | Célestin Guillon          | France                    | Van Rysel-Roubaix Lille Métropole | 15 pts                    |
| 5e                        | Maximilien Juillard       | France                    | Van Rysel-Roubaix Lille Métropole | 9 pts                     |
| 6e                        | Maël Guégan               | France                    | CIC U Nantes Atlantique           | 9 pts                     |
| 7e                        | Oier Lazkano              | Espagne                   | Movistar Team                     | 8 pts                     |
| 8e                        | Jon Barrenetxea           | Espagne                   | Caja Rural-Seguros RGA            | 8 pts                     |
| 9e                        | Ewen Costiou              | France                    | Arkéa-Samsic                      | 6 pts                     |
| 10e                       | Samuel Leroux             | France                    | Van Rysel-Roubaix Lille Métropole | 6 pts                     |

| Classement de la montagne | Classement de la montagne | Classement de la montagne | Classement de la montagne         | Classement de la montagne |
| Coureur                   | Coureur                   | Pays                      | Équipe                            | Points                    |
| ------------------------- | ------------------------- | ------------------------- | --------------------------------- | ------------------------- |
| 1er                       | Jacob Hindsgaul           | Danemark                  | Uno-X Pro Cycling Team            | 45 pts                    |
| 2e                        | Marco Tizza               | Italie                    | Bingoal WB                        | 26 pts                    |
| 3e                        | Flavien Maurelet          | France                    | Saint Michel-Mavic-Auber 93       | 16 pts                    |
| 4e                        | Célestin Guillon          | France                    | Van Rysel-Roubaix Lille Métropole | 15 pts                    |
| 5e                        | Maximilien Juillard       | France                    | Van Rysel-Roubaix Lille Métropole | 9 pts                     |
| 6e                        | Maël Guégan               | France                    | CIC U Nantes Atlantique           | 9 pts                     |
| 7e                        | Oier Lazkano              | Espagne                   | Movistar Team                     | 8 pts                     |
| 8e                        | Jon Barrenetxea           | Espagne                   | Caja Rural-Seguros RGA            | 8 pts                     |
| 9e                        | Ewen Costiou              | France                    | Arkéa-Samsic                      | 6 pts                     |
| 10e                       | Samuel Leroux             | France                    | Van Rysel-Roubaix Lille Métropole | 6 pts                     |

| Classement du meilleur jeune | Classement du meilleur jeune | Classement du meilleur jeune | Classement du meilleur jeune | Classement du meilleur jeune |
| Coureur                      | Coureur                      | Pays                         | Équipe                       | Temps                        |
| ---------------------------- | ---------------------------- | ---------------------------- | ---------------------------- | ---------------------------- |
| 1er                          | Oier Lazkano                 | Espagne                      | Movistar Team                | 12 h 35 min 30 s             |
| 2e                           | Jacob Hindsgaul              | Danemark                     | Uno-X Pro Cycling Team       | + 43 s                       |
| 3e                           | Ewen Costiou                 | France                       | Arkéa-Samsic                 | + 49 s                       |
| 4e                           | Jon Barrenetxea              | Espagne                      | Caja Rural-Seguros RGA       | + 49 s                       |
| 5e                           | Nicolò Parisini              | Italie                       | Q36.5 Pro Cycling Team       | + 50 s                       |
| 6e                           | Aaron Van der Beken          | Belgique                     | Bingoal WB                   | + 56 s                       |
| 7e                           | Laurence Pithie              | Nouvelle-Zélande             | Groupama-FDJ                 | + 56 s                       |
| 8e                           | Thomas Gachignard            | France                       | Saint Michel-Mavic-Auber 93  | + 58 s                       |
| 9e                           | Vinicius Rangel              | Brésil                       | Movistar Team                | + 59 s                       |
| 10e                          | Danny van der Tuuk           | Pays-Bas                     | Equipo Kern Pharma           | + 1 min 00 s                 |

| Classement du meilleur jeune | Classement du meilleur jeune | Classement du meilleur jeune | Classement du meilleur jeune | Classement du meilleur jeune |
| Coureur                      | Coureur                      | Pays                         | Équipe                       | Temps                        |
| ---------------------------- | ---------------------------- | ---------------------------- | ---------------------------- | ---------------------------- |
| 1er                          | Oier Lazkano                 | Espagne                      | Movistar Team                | 12 h 35 min 30 s             |
| 2e                           | Jacob Hindsgaul              | Danemark                     | Uno-X Pro Cycling Team       | + 43 s                       |
| 3e                           | Ewen Costiou                 | France                       | Arkéa-Samsic                 | + 49 s                       |
| 4e                           | Jon Barrenetxea              | Espagne                      | Caja Rural-Seguros RGA       | + 49 s                       |
| 5e                           | Nicolò Parisini              | Italie                       | Q36.5 Pro Cycling Team       | + 50 s                       |
| 6e                           | Aaron Van der Beken          | Belgique                     | Bingoal WB                   | + 56 s                       |
| 7e                           | Laurence Pithie              | Nouvelle-Zélande             | Groupama-FDJ                 | + 56 s                       |
| 8e                           | Thomas Gachignard            | France                       | Saint Michel-Mavic-Auber 93  | + 58 s                       |
| 9e                           | Vinicius Rangel              | Brésil                       | Movistar Team                | + 59 s                       |
| 10e                          | Danny van der Tuuk           | Pays-Bas                     | Equipo Kern Pharma           | + 1 min 00 s                 |

| Classement par équipes | Classement par équipes            | Classement par équipes | Classement par équipes |
| Équipe                 | Équipe                            | Pays                   | Temps                  |
| ---------------------- | --------------------------------- | ---------------------- | ---------------------- |
| 1re                    | Movistar Team                     | Espagne                | 37 h 48 min 26 s       |
| 2e                     | Groupama-FDJ                      | France                 | + 32 s                 |
| 3e                     | TotalEnergies                     | France                 | + 34 s                 |
| 4e                     | Arkéa-Samsic                      | France                 | + 39 s                 |
| 5e                     | Van Rysel-Roubaix Lille Métropole | France                 | + 43 s                 |
| 6e                     | Uno-X Pro Cycling Team            | Norvège                | + 45 s                 |
| 7e                     | Q36.5 Pro Cycling Team            | Suisse                 | + 56 s                 |
| 8e                     | Bingoal WB                        | Belgique               | + 1 min 01 s           |
| 9e                     | Burgos-BH                         | Espagne                | + 1 min 02 s           |
| 10e                    | Equipo Kern Pharma                | Espagne                | + 1 min 03 s           |

| Classement par équipes | Classement par équipes            | Classement par équipes | Classement par équipes |
| Équipe                 | Équipe                            | Pays                   | Temps                  |
| ---------------------- | --------------------------------- | ---------------------- | ---------------------- |
| 1re                    | Movistar Team                     | Espagne                | 37 h 48 min 26 s       |
| 2e                     | Groupama-FDJ                      | France                 | + 32 s                 |
| 3e                     | TotalEnergies                     | France                 | + 34 s                 |
| 4e                     | Arkéa-Samsic                      | France                 | + 39 s                 |
| 5e                     | Van Rysel-Roubaix Lille Métropole | France                 | + 43 s                 |
| 6e                     | Uno-X Pro Cycling Team            | Norvège                | + 45 s                 |
| 7e                     | Q36.5 Pro Cycling Team            | Suisse                 | + 56 s                 |
| 8e                     | Bingoal WB                        | Belgique               | + 1 min 01 s           |
| 9e                     | Burgos-BH                         | Espagne                | + 1 min 02 s           |
| 10e                    | Equipo Kern Pharma                | Espagne                | + 1 min 03 s           |

## Évolution des classements
| Étape              | Vainqueur          | Classement général | Classement par points | Classement de la montagne | Classement du meilleur jeune | Classement par équipes |
| ------------------ | ------------------ | ------------------ | --------------------- | ------------------------- | ---------------------------- | ---------------------- |
| 1                  | Ivo Oliveira       | Ivo Oliveira       | Ivo Oliveira          | Non décerné               | Maikel Zijlaard              | AG2R Citroën           |
| 2                  | Oier Lazkano       | Oier Lazkano       | Oier Lazkano          | Jacob Hindsgaul           | Oier Lazkano                 | Movistar               |
| 3                  | Arnaud Démare      | Oier Lazkano       | Arnaud Démare         | Jacob Hindsgaul           | Oier Lazkano                 | Movistar               |
| 4                  | Arvid de Kleijn    | Oier Lazkano       | Arnaud Démare         | Jacob Hindsgaul           | Oier Lazkano                 | Movistar               |
| Classements finals | Classements finals | Oier Lazkano       | Arnaud Démare         | Jacob Hindsgaul           | Oier Lazkano                 | Movistar               |